# Human Planet
Human Planet là một chương trình truyền hình phim tài liệu của Anh, dài 8 tập, được sản xuất bởi đài BBC cộng tác với kênh Discovery và BBC Worldwide. Chương trình miêu tả con người và mối quan hệ với thế giới tự nhiên bằng cách chỉ ra những cách thức đặc sắc mà chúng ta đã làm để thích nghi với cuộc sống ở mọi môi trường trên Trái đất.
Human Planet được công chiếu lần đầu ở Anh trên kênh BBC One mỗi thứ Năm lúc 20h trong hơn 8 tuần, bắt đầu từ ngày 13/11/2011. Tần suất chiếu lại tại nhà đã được ghi nhận trên kênh Eden, với tất cả tám tập được chiếu trong hơn 1 tuần tháng 4/2012. BBC Worldwide đã tuyên bố bán bản quyền cho 22 thị trường quốc tế.

## Sản xuất
Sau thông báo vào năm 2007, đội sản xuất đặt trụ sở tại BBC Natural History Unit ở Bristol và BBC Wales dành 3 năm quay hơn 70 câu chuyện ở một vài địa điểm trong số những nơi xa xăm nhất trên Trái đất ở khắp 40 quốc gia. Mỗi tập phim tập trung khai thác một môi trường có con người sinh sống khác nhau, bao gồm sa mạc, rừng, Bắc Cực, đồng cỏ, sông, núi, đại dương, và đô thị.
Lần đầu tiên trên một chương trình về cảnh vật của BBC, đội sản xuất có một nhiếp ảnh gia chuyên về tĩnh vật, Timothy Allen, người đã hỗ trợ về mặt nhiếp ảnh cho sách và các phương tiện khác đi kèm sêri.

## Phát sóng
| Quốc gia/Khu vực | Kênh                                   | Người dẫn                                                    |
| ---------------- | -------------------------------------- | ------------------------------------------------------------ |
|                  | ABC1                                   |                                                              |
|                  | Prime                                  |                                                              |
|                  | BBC One Eden                           | John Hurt                                                    |
|                  | Discovery Channel Discovery en Español | Mike Scan (Tiếng Anh) Gael Garcia Bernal (Tiếng Tây Ban Nha) |

## Tập đã phát hành
Chỉ có một loài sinh vật đã ghi dấu cuộc sống của mình ở mọi môi trường trên Trái đất. Loài sinh vật đó là chúng ta. Khắp thế giới chúng ta vẫn tiếp tục sử dụng sự xảo trá của mình để tồn tại ở những nơi hoang dã cách xa ánh đèn đô thị - đối diện trực tiếp với thiên nhiên. Đây là Human Planet.— John Hurt's opening narration

1 "Oceans – Into the Blue" 13 tháng 1 năm 2011
Tập đầu là sự đối nghịch giữa những mối nguy và sự giàu có của biển cả với tính thích nghi và sự nỗ lực của những con người bị biển cả hấp dẫn, và sự phụ thuộc của họ vào nguồn tài nguyên đại dương cùng sự khái thác. Chủ đề bao gồm: thu thập hà ngỗng ở bờ biển; săn cá nhà táng ở đảo Lembata, Indonesia; cá heo mũi chai trợ giúp việc đánh bắt ở Laguna, Brazil; nguồn gốc tâm linh và các khía cạnh hiện đại của môn lướt sóng ở Hawaii; gọi cá mập ở Papua New Guinea; mối nguy về máy nén khí lặn ngụp quanh Palawan ở Philippine; và những người Bajau sống lang thang không quốc tịch trên nhà thuyền ở vùng biển sản hô gần Borneo.

Phần “Phía sau ống kính” tập trung về những mối nguy của máy nén khí chìm nổi ở Philippine.
2 "Deserts – Life in the Furnace" 20 tháng 1 năm 2011
Tập hai khai thác lối sống và cách thích ứng của những người sống ở những khu vực khô cằn đến khắc nghiệt trên Trái đất. Chủ đề bao gồm: những người chăn gia súc đua voi châu Phi đến hồ Banzena vì nguồn nước khan hiếm ở Mali; nghi thức đánh cá thiêng liêng Antogo của người Dogon ở hồ Mali bị thu hẹp vì hạn hán; phụ nữ người Tubu ở Niger tìm đường đi qua Sahara với một đàn lạc đà trên đường đến chợ; cuộc đấu giữa những con sói và người chăn lạc đà và cừu mùa đông ở sa mạc Gobi; làm nông nghiệp bằng phương pháp hút hơi ẩm từ khí khô (moisture farming) ở sa mạc Atacam; đào và xây dựng hệ thống đường ngầm dẫn nước ở vùng quê của Algeria; chi tiết về vấn đề sử dụng nước phung phí ở Las Vegas; và điệu nhảy Guérewol cầu mong sự phì nhiêu diễn ra hàng năm của người Wodaabe Fula ở Niger.

Ở phần “Phía sau ống kính” đội sản xuất theo sau những người phụ nữ Tubu ở Niger, và những thử thách khi quay họ với cinebulle.
3 "Arctic – Life in the Deep Freeze" 27 tháng 1 năm 2011
Tập 3 xét đến mùa săn của một vài trong 4 triệu người đang lao động kiếm thêm thu nhập ở Bắc Cực lạnh giá. Chủ đề bao gồm: Người Inuit sắn cá mập Greenland làm thức ăn cho chó husky; lợi dụng thủy triều xuống để thu thập trai dưới lớp băng biển ở Đông Bắc Canada; săn kì lân biển (được đánh giá là giàu vitamin C) dùng các phương pháp truyền thống ở Greenland; tháng Bảy, sử dụng lưới để bắt chim auk ở Siorapaluk, Greenland; chế biến kiviak bằng cách lên men thịt chim auk trong bụng hải cẩu; tháng Chín, người Sami ở Arnøya, Na Uy nuôi và cưỡi tuần lộc; và vào tháng Mười, đưa những chú gấu Bắc Cực di cư trở về ở Churchill, Manitoba, Canada.

Phần “Phía sau ống kính” tiết lộ những khó khăn khi xác định vị trí của kì lân biển trên những tảng băng nổi khó dự đoán.
4 "Jungles – People of the Trees" 3 tháng 2 năm 2011
Tập phim này kiểm tra cách mà con người sống sót trong rừng nhiệt đới, nơi thường có ít protein hơn trên sa mạc. Chủ đề bao gồm: săn khỉ sống trên vòm cây bằng ống thổi với người Matis ở Brazil; săn nhện tarantula khổng lồ với người Piaroa ở Venezuela; người Awá Guajá ở Đông Amazon nuôi và cho những con khỉ mồ côi bú sữa; săn lông vũ chim thiên đường để trang trí phục trang ở núi Hagen sing-sing tại Papua New Guinea; thu hoạch tổ ong với người Bayaka ở rừng của Congo; dùng những con voi châu Á để đốn gỗ ở Assam, Ấn Độ; thu thập chứng cứ về những loài người không thể liên lạc được ở Brazil; và xây nhà trên cây cao 35 mét với người Korowai ở Tây Papua, Indonesia.

Phần “Phía sau ống kính” theo chân đội quay phim với nỗ lực quay phim trên cây.
5 "Mountains – Life in Thin Air" 10 tháng 2 năm 2011
Tập phim này nhấn mạnh sức hấp dẫn của rừng núi đối với con người, ví dụ như vì an toàn hay trục lợi tài nguyên quý hiếm. Chủ đề bao gồm: dân tộc Kazakhs đi săn với đại bàng vàng ở dãy Altai của Mongolia; những người nông dân ở vách đá vật lộn với loài khỉ gelada ở dãy Semien của Ethiopia; khai thác đá sulphur ở hố núi lửa còn hoạt động Ijen trên hòn đảo Java của Indonesia; các thành viên tộc Yangoru-boiken săn những con dơi khổng lồ ở cao nguyên New Guinea; kiểm soát tuyết lở bằng thuốc nổ trên các ngọn núi gần Grindelwald trên dãy Alps của Thụy Sĩ; bệnh đục thủy tinh thể do cường độ tia UV lớn, và phẫu thuật mắt miễn phí bởi bác sĩ Sanduk Ruit ở các vùng sâu vùng xa trên dãy Himalayas, Nepal; và nghi thức thiên táng vùng Tây Tạng bằng loài chim kền kền trên cao những sườn núi vùng nông thôn.

Phần “Phía sau ống kính” tập trung vào những thử thách trong việc tìm mồi cho đại bàng vàng.
6. Grasslands – Roots of Power (17/2/2011)
Tập phim miêu tả sự phụ thuộc của con người vào các giống cỏ và các loài động vật mà chúng hỗ trợ. Các chủ đề bao gồm: Người Dorobo dùng thủ đoạn đánh lừa để trộm thịt linh dương đầu bò từ một đàn sư tử ở Kenya; thổ dân theo chân và rình săn loài linh dương kudu ở Kalahari; bẫy laoì rắn nước làm thức ăn và để trao đổi ở các đồng cỏ Tonlé Sap lụt lội ở Campuchia; các cậu bé dân Maasai và loài chim báo mật hợp tác để xác định và sau đó thu hoạch mật ông châu Phi; bảo vệ đồng lúa ở Tanzania khỏi những đàn chim khâu mỏ đỏ đông đúc; ngựa tập trung trên thảo nguyên Mông Cổ để làm airag (một loại sữa chua lên men truyền thống làm từ sữa ngựa); các trận đấu gậy Donga truyền thống của tộc người Suri của Ethiopia; tập trung đàn trâu thịt bằng trực thăng ở rừng núi phía Bắc Australia.

Phần kết thúc “Phía sau ống kính” tiết lộ những khó khăn và những mối nguy có thực khi ăn trộm từ một đàn sư tử.
7. Rivers – Friend and Foe (24/2/2011)
Tập phim là tài liệu về sự thu hút của con người với các hệ thống sông ngòi màu mỡ nhưng khó đoạn định trên khắp thế giới. Chủ đề bao gồm: ngư dân vượt thác ở Si Phan Don, Lào, giữa những con lũ mùa mưa; hành trình mùa đông dài 6 ngày suốt 100 km đến trường dọc con sông Zanskar đóng băng ở Nepal; kiểm soát lũ lụt bằng cách phá băng với bom mìn dọc con sông Rideau ở Ottawa; sơ tán ngựa bị đe dọa bởi việc bờ sông bị lở dọc dòng Ganges ở Bangladesh; chuẩn bị cho trận lũ thường niên ở dòng Rio Negro của Brazil bằng cách thu hoạch những chú rùa con; đánh cá ở các thác ghềnh trên bờ thác Victoria; những người chăn lạc đà Samburu theo chân voi để tìm nước dưới lòng sông Milgis khô cạn ở Bắc Kenya; trát thạch cao lên nhà thơ tường bùn Djenné; và những cây cầu sống tự nhiên Meghalaya ở Bắc Ấn.

Phần “Phía sau ống kính” tập trung vào các điều kiện khắc nghiệt ở thác Khone của sông Mekong.
8. Cities – Surviving the Urban Jungle (3/3/2011)
Tập cuối kết thúc sêri bằng việc khám phá những nỗ lực của con người để kiểm soát thiên nhiên vùng đô thị. Chủ đề bao gồm: dùng chim ưng để kiểm soát số lượng chim bồ câu hoang; cảnh sát địa phương trên những chiếc scooter Segway kiểm soát nai sừng tấm đực hoang dã ở Estes Park, Colorado; những khó khăn khi bán thức ăn trong một khu chợ bị bọn khỉ rhesus và macaque tàn phá ở Jaipur; bắt chuột và xử lý những loài gây hại khác ở New York; giải quyết nạn rệp ở London với chó đánh hơi;thu hút bồ câu hoang ở Fes để thu phân chim dùng cho thuộc da; chung sống và thu lợi từ loài dơi thò đuôi ở Austin, Texas; người theo đạo Bishnoi giải cứu và chăm sóc cho nai con mồ côi ở Rajasthan; thực phẩm trái mùa hay trái khu vực có mặt trên khắp thế giới; bới rác ở một bãi phế thải ở Mombasa, Kenya; xây dựng thành phố xanh Masdai ở Abu Dhabi; và nhà nuôi ong đô thị ở thành phố New York.

Phần”Phía sau ống kính” khám phá một loạt những trải nghiệm quay phim ở nhiều môi trường sống.

## Giải thưởng
Human Planet được đề cử cho 7 hạng mục giải thưởng truyền hình của BAFTA, nhiều nhất đối với bất cứ chương trình nào vào năm 2011, và thắng đuọc 2 giải cả hai đều dành cho tập phim về Bắc Cực, Jason Savage giành giải biên tập, và Will Edwards, Doug Allan và Matt Norman giành giải nhiếp ảnh (điện ảnh).
Các Khu 2 và đĩa DVD từ ba-đĩa thiết lập được phát hành ngày 21 tháng 2 năm 2011.